# Eligio Echagüe
Eligio Echagüe (Concepción, 31 dicembre 1938 – 6 dicembre 2009) è stato un calciatore paraguaiano, di ruolo difensore.

## Palmarès

### Club

#### Competizioni nazionali
- Campionato paraguaiano: 7

Olimpia: 1947, 1948, 1956, 1957, 1958, 1959, 1960